# شهرستان ینکتون (داکوتای جنوبی)
شهرستان ینکتون، داکوتای جنوبی (به انگلیسی: Yankton County, South Dakota) یک سکونتگاه مسکونی در ایالات متحده آمریکا است که در داکوتای جنوبی واقع شده‌است.

## خصوصیات
شهرستان ینکتون ۱٬۳۸۰٫۴۷ کیلومترمربع مساحت دارد.